# ダリン・ヒル
ダリン・ヒル（Darryn Hill、1974年8月11日 - ）は、オーストラリア、パース出身の元自転車競技（トラックレース）選手。

## 来歴
1991年
- ジュニア世界選手権自転車競技大会 スプリント 3位

1992年
- ジュニア世界選手権自転車競技大会 1kmタイムトライアル(1kmTT) 2位

1994年
- トラック世界選手権
  - スプリント 2位
- コモンウェルスゲームズ
  - 1kmTT 2位
  - スプリント 3位

1995年
- トラック世界選手権
  -  スプリント 優勝

1996年
- トラック世界選手権
  -  チームスプリント(TSP) 優勝（+ シェーン・ケリー、ゲリー・ネイワンド）
  - スプリント 3位

1997年
- トラック世界選手権
  - スプリント 3位

2000年
- シドニーオリンピック
  -  TSP 3位

国際競輪に参加実績があり、通算戦績は36戦14勝、優勝2回。